# マルツァーン＝ヘラースドルフ区
マルツァーン＝ヘラースドルフ区 (マルツァーン＝ヘラースドルフく、ドイツ語: Bezirk Marzahn-Hellersdorf) は、ドイツの首都ベルリンの第10番 の行政区である。
2020年12月31日時点の人口は269,967人である。2001年にマルツァーン区とヘラースドルフ区が合併し、成立した。

## 地理
ベルリン東部に位置し、リヒテンベルク区とトレプトウ＝ケーペニック区、また北部と東部ではブランデンブルク州に接している。

### 築山
第二次世界大戦の瓦礫、また新市街建設時の残土でいくつかの築山がつくられた。
- アーレンスフェルダー・ベルゲ（ドイツ語版）（「アーレンスフェルデ（ドイツ語版）山」112m及び101m）
- キーンベルク（ドイツ語版）（「松山」102m）
- ビースドルファー・ヘーエ（ドイツ語版）（「ビースドルフ（ドイツ語版）高地」82m）

### 河川・湖沼
- ヴーレ川（ドイツ語版）
- 新ヴーレ川（ドイツ語版）
- ヴーレ貯水池（ドイツ語版）（Wuhlesee, ヴーレ湖）
- ヴーレ池（ドイツ語版）
- ビースドルフ採掘跡湖（ドイツ語版）
- カウルスドルフ湖群（ドイツ語版）（ブッツァー湖（ドイツ語版）、ハーバーマン湖（ドイツ語版）/キース湖 (Kiessee)、エルゼン湖（ドイツ語版））
- ヘーノウ池沼群（ドイツ語版）

### 地区
区内には5つの地区がある。なお1986年から2001年までは、ヘラースドルフ地区、カウルスドルフ地区、マールスドルフ地区からヘラースドルフ区が編成されていた。
| 地区番号 地区・街区 | 面積      | 人口 （2020年12月31日現在） | 人口密度     | 区内地図（地区の位置） |
| --- | --------- | --------------------------- | ------------ | ---------------------- |
| 1001 マルツァーン - マルツァーン＝ノルト (Marzahn-Nord) - マルツァーン＝ミッテ - マルツァーン＝ズュート (Marzahn-Süd)                                     | 19.54 km² | 111,508人                   | 5,707人/km²  |                        |
| 1002 ビースドルフ - ビースドルフ＝ノルト (Biesdorf-Nord) - ビースドルフ＝ズュート (Biesdorf-Süd)                                                          | 12.44 km² | 28,955人                    | 2,328人/km²  |                        |
| 1003 カウルスドルフ - カウルスドルフ＝ノルト (Kaulsdorf-Nord) - カウルスドルフ＝ズュート (Kaulsdorf-Süd)                                                  | 8.81 km²  | 19,408人                    | 2,203人/km²  |                        |
| 1004 マールスドルフ - マールスドルフ＝ノルト (Mahlsdorf-Nord) - マールスドルフ＝ズュート (Mahlsdorf-Süd)                                                  | 12.94 km² | 29,757人                    | 2,300人/km²  |                        |
| 1005 ヘラースドルフ - ヘラースドルフ＝ノルト (Hellersdorf-Nord) - ヘラースドルフ＝ミッテ (Hellersdorf-Mitte) - ヘラースドルフ＝ズュート (Hellersdorf-Süd) | 8.10 km²  | 84,103人                    | 10,383人/km² |                        |

## 人口
区の面積は61.8 km²であり、2020年12月31日の人口は269,967であった。そのため人口密度は4,368人/km²であった。2012年12月31日の外国人の割合は4.6%、移民の背景を持つ住民の割合は12.2%であった。失業率は2013年4月30日では11.5%であった。
マルツァーン＝ヘラースドルフ区は、人口統計から見た場合、ベルリンで最も大きな変化を遂げた区である。1991年、当時のマルツァーン区、ヘラースドルフ区を併せた平均年齢は30.5歳であった。2009年には12歳近く上がり、42.4歳となった。これは特に若年人口の流出によるものであった。2012年12月31日の平均年齢は43.1歳であった。

## 歴史
区内の全5地区は、1920年に大ベルリン法によりベルリンに編入されるまでは、全てニーダーバルニム郡に属していた。また1979年まではリヒテンベルク地区、フリードリヒスフェルデ地区とともにリヒテンベルク区となっていた。1970年代終わりに新市街が建設されると、特にマルツァーン地区が発展し、そのため1979年には、現在の本区を形成する5地区から、マルツァーン区が編成された。
ヘラースドルフ地区とカウルスドルフ地区に新市街が建設されると、人口がさらに増加したため、1986年6月1日にはヘラースドルフ地区、カウルスドルフ地区、マールスドルフ地区を分離して、ヘラースドルフ区が編成され、2001年の区改革まで別個の区であった。
2000年代には、一戸建て住宅地をかかえるビースドルフ地区、カウルスドルフ地区、マールスドルフ地区の人口が急増する一方で、区北部では人口流出が減少した。
2009年5月25日にドイツ連邦政府から「多様性の場」という称号を授与された。

## 政治
マルツァーン＝ヘラースドルフ区の区政は、長きにわたり左翼党(Linke)が優勢であった。民主社会党であった当時、2001年の区議会選挙では、有効票の51.1%を獲得し、区長（ウーヴェ・クレット）と全6人の区参事 (Stadtrat)の内、4人を占めた。
2011年9月18日の選挙では、シュテファン・コモス (SPD) がマルツァーン＝ヘラースドルフ区の区長となった。区参事はダクマー・ポーレ (Linke)、クリスティアン・グレフ (Christian Gräff, CDU)、シュテファン・リヒター (Stephan Richter, SPD)、ユリアーネ・ヴィット (Juliane Witt, Linke)であった。
2016年9月18日の選挙の結果、現在の区長はダクマー・ポーレ (Linke) である。

## 紋章

マルツァーン＝ヘラースドルフ区の紋章は、マルツァーン区の紋章の構成要素に由来する。ヘラースドルフ区は、その設置以前はマルツァーン区の一部であった。しかし区議会はマルツァーン区の紋章の継承を拒否した。区庁は紋章学者ルッツ・デーリング (Lutz Döring) に紋章のデザインを依頼した。現在の紋章は2003年10月7日にベルリン市参事会から授与されたものである。
紋章記述：「緑の盾に銀色の左斜め波型の桁、その上方に5つの穂が付く金色の麦の束、その下方には銀色の歯車。盾の上には3つの塔を持つ赤い城壁冠があり、中央の塔にはベルリンの紋章が付く」。

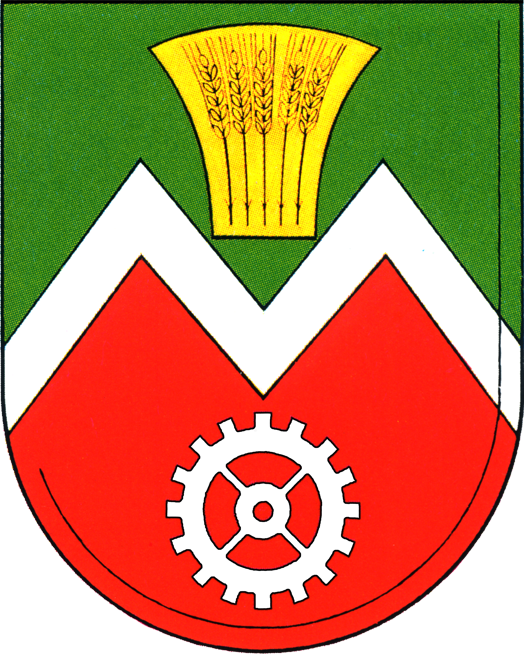
マルツァーン区の紋章

説明：穂の付いた麦の束は、区内の全地区の何世紀にもわたる農業地域としての性格を象徴している。5つの穂は区内の5地区、ビースドルフ、ヘラースドルフ、カウルスドルフ、マールスドルフ、マルツァーンを表している。波型の桁は区内を北から南に流れるヴーレ川と多くの水域を表現している。盾の緑色のティンクチャーは、広々とした緑地や公園を表す。歯車はマルツァーン区の紋章と同じく、20世紀に当区が強力に工業化したことを象徴している。城壁冠はベルリン全区の紋章に共通の意匠である。

## 姉妹都市
本区は以下の都市と姉妹都市協定を結んでいる。
- ブダペスト・第4区ウーイペシュト（英語版）及び第15区ラーコシュパロタ（英語版）（ハンガリー）1991年11月9日
- ハルトン（ドイツ語版）（イギリス）1994年5月25日
- ハノイ・ホアンマイ区（ベトナム）2013年12月2日
- ラウインゲン (ドナウ)（ドイツ）1999年6月10日
- ミンスク・パルチザン区（英語版）及び十月区（英語版）（ベラルーシ）1993年5月26日
- ティヒ（ポーランド）1992年5月10日

## 経済

### 所在企業
マルツァーン＝ヘラースドルフ区にはベルリンで最大の工業地区、「ベルリン・イーストサイド」がある。その中でも規模が大きく重要な企業は以下の通り。
- Alba AG（ドイツ語版）
- Harry-Brot GmbH（ドイツ語版）
- Inventux Solar Technologies AG（ドイツ語版）
- Knorr-Bremse AG（ベルリン支店）
- Niles Werkzeugmaschinen GmbH（ドイツ語版）

### 経済団体
マルツァーン＝ヘラースドルフ経済団体 (Marzahn-Hellersdorfer Wirtschaftskreis e. V.,  MHWK) は、1991年に「共に成功へ」をモットーにマルツァーンの企業によって設立された。この活動の目的は、マルツァーン＝ヘラースドルフの企業や自由業者の 利益を最財界に代弁することである。この他にも、雇用者、企業家、自由業者としての様々な課題について情報や相談を提供している。

### 交通
マルツァーン＝ヘラースドルフ区にはSバーンのS5, S7, S75とUバーンのU5が通っている。この他にも多くのベルリン市電とバス路線がある。連邦道路1/5号線、連邦道路158号線と、ランツベルガー・アレー/ランツベルガー・ショセーによってベルリン環状道路と結ばれている。

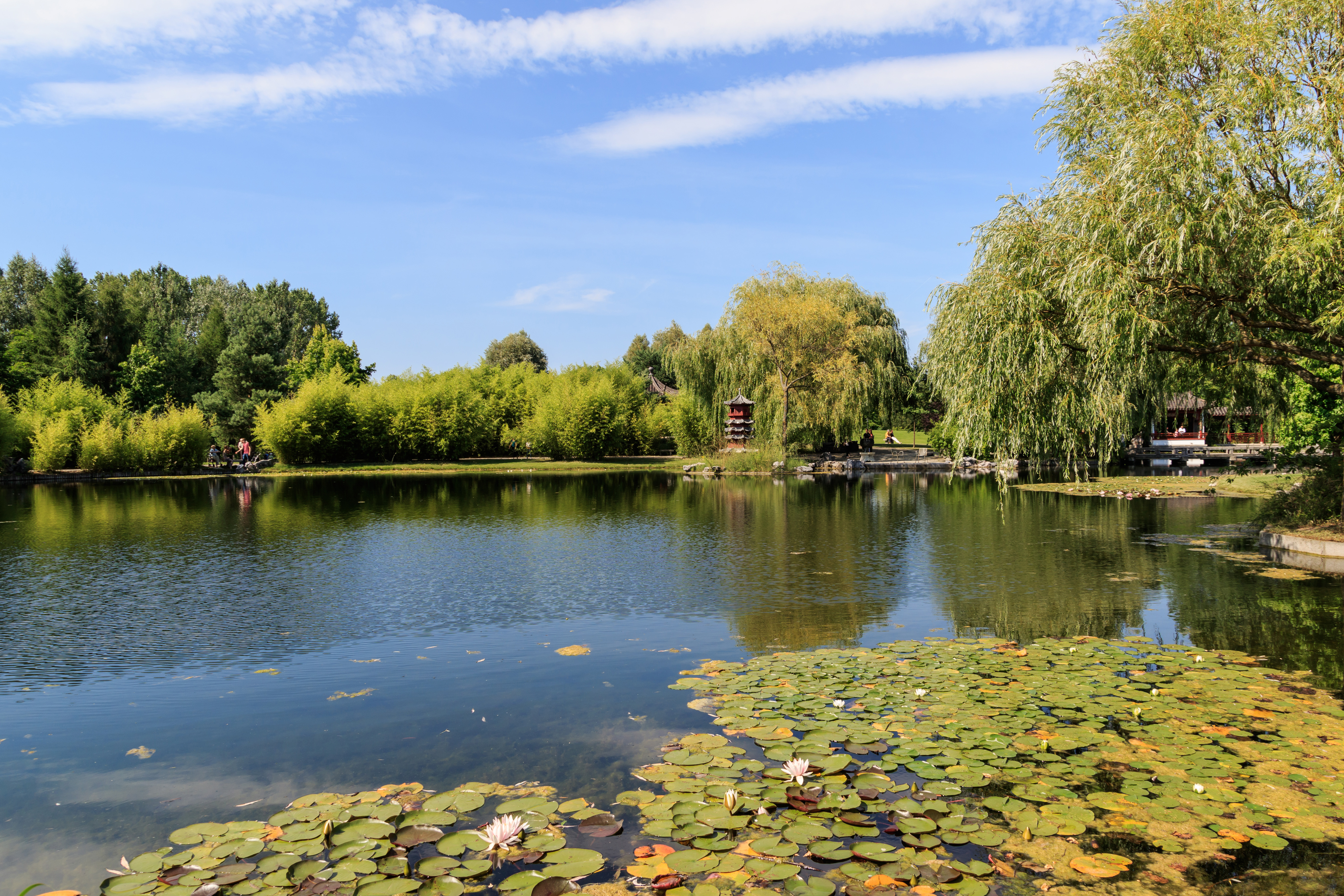
の中国庭園、

## 文化、科学、スポーツ、教育

### 名所
- マルツァーン保養公園（ドイツ語版） と付属の「世界の庭園 (Gärten der Welt)」（中国（得月園（ドイツ語版））、日本（融水苑（ドイツ語版））、バリ、オリエント（ドイツ語版）、韓国、イタリア・ルネサンス庭園（ドイツ語版）、迷路庭園、カール・フェルスター多年草庭園）がある。
- マルツァーン村 (Dorf Marzahn)
- ビースドルフ宮殿（ドイツ語版）
- マールスドルフ農場屋敷のグリュンダーツァイト博物館（ドイツ語版）
- ORWOハウス（ドイツ語版）

### 学校
区内には2012年に、小学校が30校、総合制学校が12校、ギムナジウムが5校、上級教育センターが2校あった。2008年から区内にはマールスドルフ地区のエルゼングルント (Elsengrund) に私立のフリースクールがある。
生徒数の減少によりマルツァーン＝ヘラースドルフ区ではいくつもの学校が統廃合された。エルゼングルント高等学校は2009年に閉校し、オットー＝ナーゲル＝ギムナジウムと統合された。
アリーセ・ザロモン大学ベルリン (ASH) は、単科大学であり、ヘラースドルフ地区にある。社会福祉と健康、介護メネージメントに重点が置かれている。
区内の学校の一例
- アルヒェ学校（ドイツ語版）
- ベスト・ザーベル小学校（ドイツ語版）
- オットー＝ナーゲル＝ギムナジウム（ドイツ語版）
- メランヒトン＝ギムナジウム＝ベルリン（ドイツ語版）
- タゴール学校（ドイツ語版）（ギムナジウム、ラビンドラナート・タゴールに因む）

### スポーツ
区内には多くのスポーツ団体やスポーツ施設がある。全国的に有名なのは「ベルリン陸上クラブ (Athletik-Club Berlin)」であり、陸上競技でドイツ、ベルリンでのチャンピオンを輩出している）。

### 文化
2005年にマルツァーン＝ヘラースドルフ青少年交響楽団 (Jugendsinfonieorchester Marzahn-Hellersdorf) が設立され、マルツァーン＝ヘラースドルフ音楽学校や他の音楽学校の学生が参加している。
ビースドルフ宮殿の庭園にはステージが設けられ、5,000席を擁する。主に演奏会、会合、学校行事に利用されている。
博物館は複数あるが、中でもシャルロッテ・フォン・マールスドルフが設立したグリュンダーツァイト博物館には、ヨーロッパで最大のグリュンダーツァイト の文物のコレクションがあり、マールスドルフ地区にある。

### ゆかりの人物
ペトラ・ツィーガー、マイブリート・イルナー、ヴォルフガング・ベルクホーファー、フランク・シェーベルといった著名人、アーティストがマルツァーン＝ヘラースドルフ区に住んでいる。なお「マルツァーンのシンディー (Cindy aus Marzahn)」として有名なイルカ・ベシーンは、実際にはルッケンヴァルデ の出身で、住まいはヴィルマースドルフにある。

### ハイキング・ルート
- ヴーレタール＝ハイキング・ルート（ドイツ語版）[13]
- ヴーレ川＝ヘーノウ道 (Wuhle-Hönow-Weg)[14]
- バルニム丘 (Am Barnimhang)[15]
- 新都会 (Neue Urbanität)[16]